# Ostfriesland Magazin
Das Ostfriesland Magazin berichtet monatlich über die Region zwischen Dollart und Jadebusen sowie über die Ostfriesischen Inseln. Das Regionalmagazin informiert mit aktuellen Beiträgen und Reportagen, thematisiert Land und Leute, Kultur und Kunst sowie Historisches und Wissenswertes und hat neben dem gesamten Küstenbereich auch das Landesinnere der ostfriesischen Halbinsel im Fokus. Einer der Schwerpunkte ist zudem Plattdeutsch. Das Magazin erscheint seit annähernd 40 Jahren. 
Das Ostfriesland Magazin wurde von Christian Basse begründet, seinerzeit Geschäftsführer des Unternehmens Soltau-Kurier Norden (SKN). Die erste Ausgabe kam im April 1984 auf den Markt. Die (verkaufte) Auflage beträgt 10.100 Exemplare. Ein Großteil der Leserschaft ist in Ostfriesland zu Hause, wobei das Magazin auch von sogenannten „Butenostfreesen“ gelesen wird, die außerhalb der Region leben. Insgesamt gibt es Abonnenten in 20 Ländern weltweit. 
SKN verfügt über eine eigene Ostfriesland-Bildredaktion, die auf rund 300.000 Ostfrieslandmotive als Diapositiv bzw. Digitalbild zurückgreifen kann. Neben dem Ostfriesland Magazin bringt die Redaktion für den Ostfriesland Verlag – SKN regelmäßig ostfrieslandspezifische Bücher und Kalender heraus. Dazu zählen unter anderem Bildbände, Publikationen der „Bibliothek Ostfriesland“ und der „Ostfreesland Kalender“, der erstmals 1914 erschienen ist. In die Verantwortung der Ostfriesland Magazin-Redaktion fällt außerdem das Online-Bloggermagazin sovielmeer.de.

## Trivia
Das Ostfriesland Magazin ist in der Region und bei seinen Lesern auch als „OMa“ bekannt und wird als Teil der ostfriesischen Identität betrachtet. Es wurde wiederholt in die Handlungen der sogenannten Ostfriesenkrimi-Reihe des Autors Klaus-Peter Wolf eingebunden.